# 裔式娟

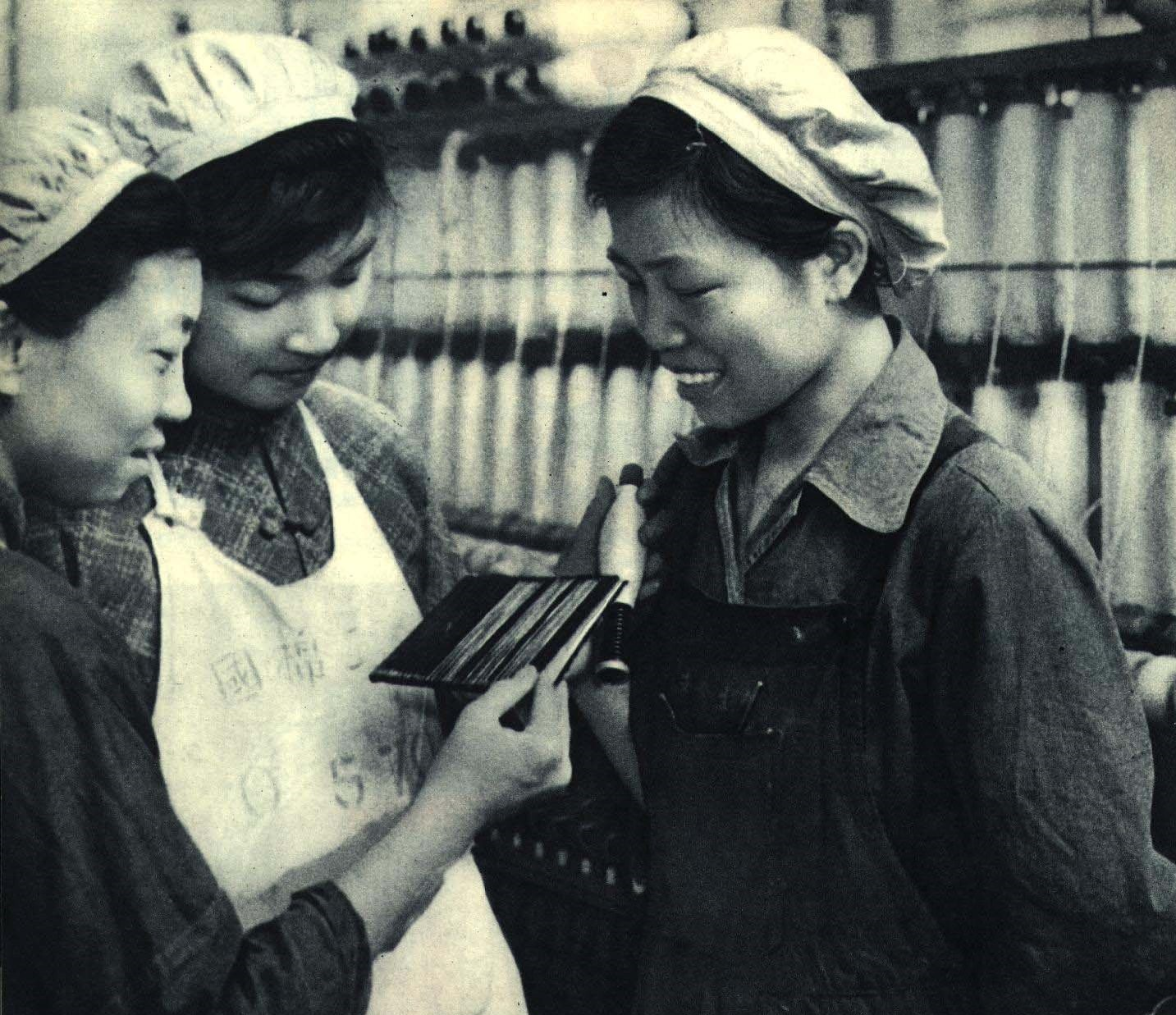
1962年 裔式娟小组，右为裔式娟

裔式娟（1929年—），江苏建湖人，中华人民共和国政治人物。
担任纺织工业劳模。上海第二棉纺织厂工、裔式娟小组组长。1954年，当选第一届全国人民代表大会代表。